# Nicholas McRoberts
Pour les articles homonymes, voir McRoberts.
Nicholas Owen McRoberts, né le 16 janvier 1977 à Melbourne, est un compositeur et chef d'orchestre australien, de musique classique.

## Biographie
Nicholas McRoberts est né à Melbourne en 1977 et a grandi à Ballarat. Il a étudié le piano avec Anna Jurkewicz et Bruce Keck pendant ses études à Ballarat et au Clarendon College. Il a poursuivi ses études de piano et de composition au Conservatoire de musique de Melbourne, le Victorian College of the Arts et à l' Académie nationale australienne de Musique. Tout en donnant des cours au Trinity College de Melbourne, il a fondé le Trinity College Chamber Orchestra. Il a étudié la direction d'orchestre avec Robert Rosen, Jorma Panula et Dejan Savić. Après son déménagement en France, il a poursuivi ses études au Conservatoire National Supérieur de Musique de Paris (CNSMDP) avec János Fürst et à l'École normale.

## Carrière
En septembre 2019 il est nommé chef d’orchestre Démos pour la Philharmonie de Paris, et devient le chef de l'Orchestre Démos-Orchestre de Paris en septembre 2024. 
Il fonde en 2023 l'Opéra Biarritz avec le soutien de la Ville de Biarritz, dont il est le directeur musical. 
En 2018, il est nommé directeur artistique de l'Opéra Montmartre à Paris . 
Son ballet Les Tisseuses de silence créé pour la Compagnie Nawel Oulad   a été joué à Paris en 2017 au Festival Les Aliennes et au Festival Appel de la Lune. Son concerto pour violon a été enregistré en 2017 avec le Janáček Philharmonic. 
Son duo avec la chorégraphe Nawel Oulad pour piano et danseur Femme au piano a été joué à la Semaine de la danse à Paris. 
Sa composition Festival Fanfare a été récompensée par le OpenBook Award 2002 pour la musique sacrée[réf. nécessaire]. 
Ses compositions incluent deux opéras : Lyon (2016) a été créé par l'Opéra national de Ruse en juillet 2016, et Nera (2017), une adaptation de la pièce de théâtre Devojka Modre Kose (La fille aux cheveux bleus comme minuit) écrite par le dramaturge serbe Vida Ognjenović. 

## Œuvres

### Opéras
- Lyon (1996-2016)[17]
- Nera (2017)

### Orchestral
- Concerto pour violon (2016)
- Symphonie no 1 en si mineur (1999)

### Ballet
- A Fairy Tale Begins (1998)
- Les Tisseuses de Silence (2017)[10]

### Théâtre
- Quelque chose de Capucine Maillard (2017)[20]

### Piano
- 8 Préludes (2000)
- 5 Nocturnes (1998)
- Sérénade (2000)
- Femme au Piano (2017)

### Orgue
- Festival Fanfare (1997)[15]